# قوزان (ملایر)
قوزان (ملایر)، روستایی از توابع بخش جوکار شهرستان ملایر در استان همدان ایران است.

## جمعیت
این روستا در دهستان جوکار قرار دارد و براساس سرشماری مرکز آمار ایران در سال ۱۳۹۵، جمعیت آن ۳۱۸ نفر (۸۹خانوار) بوده است.